# Милдред Клер Сковил
Милдред Клер Сковил (1892–1969) била је психијатријски социјални радник која је 1949. године добила Ласкерову награду. Позната је по свом раду на пољу менталне хигијене.

## Рани живот
Рођена је 1892. године у Хартингтону, Небраска, а дипломирала је на Универзитету у Небраски.

## Каријера
Милдред је 1923. године почела да ради у организацији Commonwealth Fund of America, а касније је пензионисана као извршни помоћник директора 1954. године. Године 1927. преселила се у Енглеску јер ју је Commonwealth Fund of America послао да обави експеримент и ради на клиникама за децу. Након тога је имала водеће позиције у развоју служби за ментално здравље у Сједињеним Америчким Државама. Године 1931. написала је рад „Истраживање статуса психијатријског социјалног рада“.
Године 1950. именована је у Национални савет за ментално здравље (National Advisory Mental Health Council), чиме је постала прва особа која је служила у овом савету.
Милдред је преминула 1969. године.

## Одабране публикације
- Scoville, Mildred C. (1931). „An inquiry into the status of psychiatric social work.”. American Journal of Orthopsychiatry (на језику: енглески). 1 (2): 145—151. ISSN 1939-0025. doi:10.1111/j.1939-0025.1931.tb04808.x.
- SCOVILLE, MILDRED C. (1942). „Wartime tasks of psychiatric social workers in Great Britain”. American Journal of Psychiatry. 99 (3): 358—363. ISSN 0002-953X. doi:10.1176/ajp.99.3.358.

## Награде и признања
Милдред је била један од двоје добитника Ласкерове награде 1949. године. Добила је ову награду као „признање за њен изузетан допринос интеграцији концепата менталног здравља у медицинско образовање и праксу“.